# Marcantonio Raimondi
Marcantonio Raimondi označovaný i jen jako Marcantonio (asi 1480 Argine – před r. 1534 Bologna) byl italský renesanční grafik a kreslíř. Byl prvním známým rytcem, jehož dílo sestává hlavně z tisků kopií obrazů. Je tak důležitou postavou v dějinách reprodukčního tisku. Také systematizoval techniku mědirytiny, která se pak rozšířila v Itálii a po Evropě.

## Život
Technice rytí se vyučil v dílně proslulého boloňského malíře a zlatníka Francesca Raibolini zvaného Francia. První datovaný grafický list Raimondiho Pyramus a Thisbe pochází z roku 1505, ale předcházela mu řada nedatovaných rytin. Předpokládá se, že s dílem Albrechta Dürera se seznámil roku 1506, kdy Dürer navštívil Bolognu, nebo letech 1507-1508, kdy Raimondi podnikl cestu do Benátek. Ještě před rokem 1510 se musel setkat s Raffaelem, který byl nadšen Raimondiho rytinou podle Michelangelovy kresby kopírované ve Florencii. Roku 1511 se odstěhoval do Říma a jeho spolupráce s Raffaelem trvala až do malířovy smrti roku 1520. Oba založili tiskařskou dílnu, kde brzy vznikla Raimondiho rytecká škola. Jeho nejznámějšími žáky byli Marco Dente (Marco da Ravenna), Giovanni Jacopo Caraglio and Agostino de Musi (Agostino Veneziano).
Kolem roku 1524 byl krátce vězněn papežem Klementem VII. za to, že vytvořil kolekci erotických rytin I Modi podle kreseb Giulia Romana, ke kterým napsal Pietro Aretino Sonetti Lussuriosi. V té době vytvořil také svůj jediný rytý portrét, Podobizna Aretinova. Dílna reprodukovala Rafaelovy kresby i po malířově smrti a zanikla při vyplenění města roku 1527, kdy Raimondi musel vyplatit Španělům vysoké výkupné, přišel o veškerý majetek a musel ožebračen uprchnout. Jeho osudy v posledních letech života nejsou přesněji známé, ale předpokládá se, že zemřel před rokem 1534 v Bologni. Díla po roce 1527 již nelze bezpečně datovat.

## Dílo

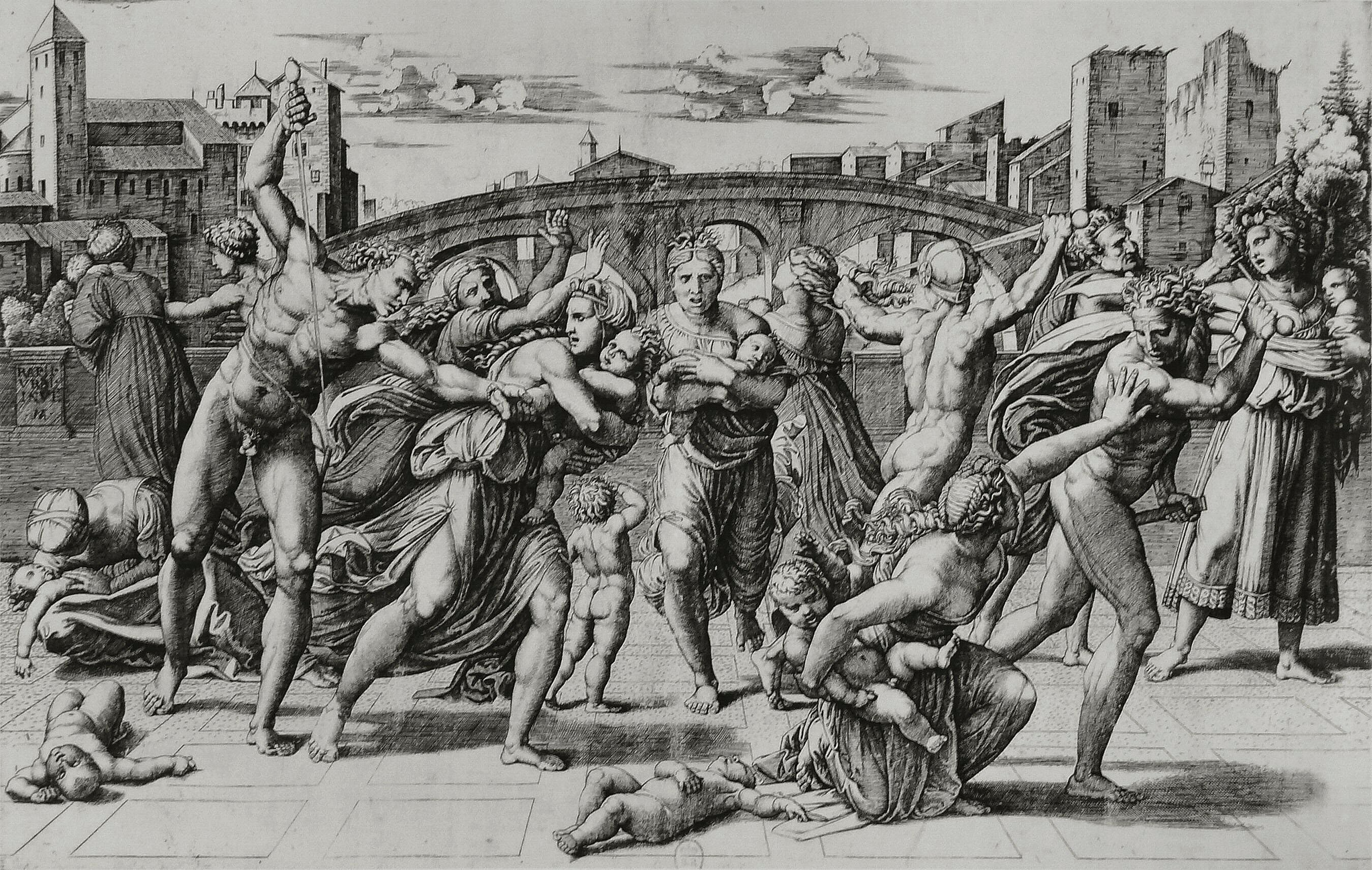
Marcantonio Raimondi, podle Raffaela, Vraždění neviňátek

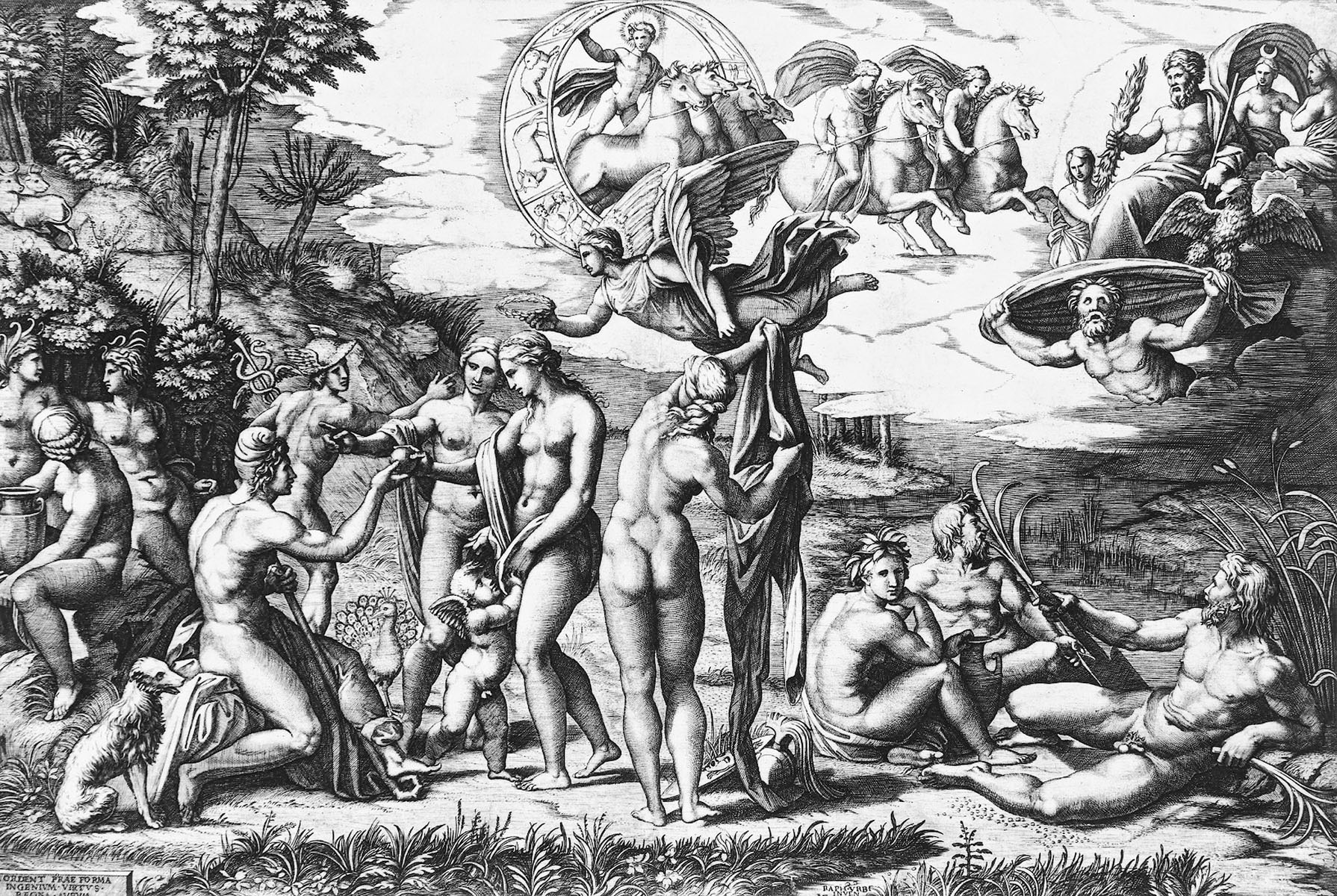
Marcantonio Raimondi, podle Raffaela, Paridův soud

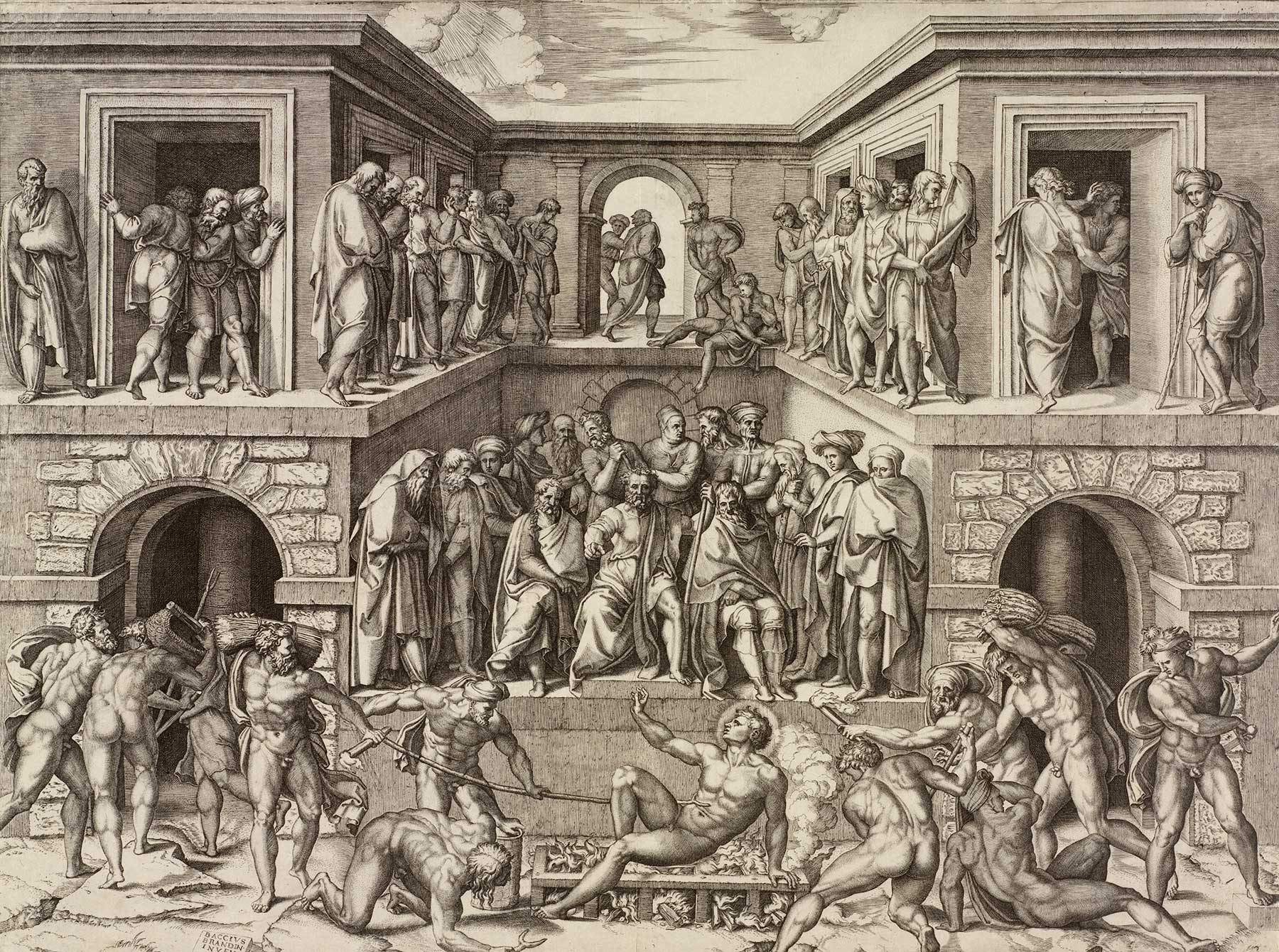
Marcantonio Raimondi, podle Baccio Bandinelli, Utrpení sv. Vavřince

V letech 1505-1511 vytvářel především originální rytiny podle vlastních předloh, často s využitím motivů z velmi populárních grafických listů Albrechta Dürera, které byly v Itálii hojně rozšířeny. V letech 1506-1510 kopíroval jeho dřevořezy ze Života Panny Marie, včetně Dürerova monogramu AD. Dürer si stěžoval u benátské vlády a dosáhl ochrany své signatury v teritoriu Benátek, ale nikoli kompozic. Je známo asi 80 Raimondiho rytin z tohoto období.
Po odchodu do Říma se více specializoval na rytecké kopie kreseb a obrazů jiných mistrů. Kopíroval Dürerovy Malé Pašije, předlohy Lucase van Leyden (309-358 rytin dle obou umělců) a zejména kresby Raffaela. V letech 1515-1520 byl mezi Raffaelem a Raimondim blízký a přátelský vztah. Nejlepší Raimondiho rytiny vznikly v letech 1513-1515, kdy kopíroval Raffaelovy předlohy k segmentovým freskám. V letech 1515-1516 vytvořil rytinu podle Raffaelovy kresby Paridův soud, která se později stala předlohou ke známému Manetovu obrazu Snídaně v trávě.
Přestože Raimondi je autorem rozsáhlého grafického díla podle cizích vzorů, zachovalo se i jeho dílo kreslířské, které se datuje již od jeho raných let a jemuž se věnoval po celý život. Jeho figurální motivy jsou často přejímané z antické tradice. Raimondi byl stejně zručným kreslířem jako Raffael nebo Leonardo da Vinci. Dobře modeloval figury čistým a střízlivým stylem a byl prvním rytcem, který vynechával detaily ve prospěch celku. Vytvořil kolem 600 grafických listů, z nichž jsou nejvíce ceněny Adam a Eva, Madona s odhalenou paží, Vraždění neviňátek, Mor, Paridův soud. Raimondi tak spoluvytvářel v Boloni a později v Římě umělecké prostředí prvních desetiletí šestnáctého století. Jeho zásluhou vešly v obecnou známost myšlenky a kresby Raffaela.

### Díla ve sbírkách (výběr)
- Mladík se zrcadlem, kresba perem, Národní galerie v Praze
- Mor (podle Raffaela), mědiryt, 1512-1513, Národní galerie v Praze
- Madona s dlouhou nohou (podle Raffaela), mědiryt, po r. 1515, Národní galerie v Praze
- Paridův soud (podle Raffaela), mědiryt, 1517-1520, Národní galerie v Praze
- David a Goliáš (podle Raffaela), mědiryt, po 1518, Národní galerie v Praze
- Herkules a Anteus (podle Raffaela), mědiryt, 1520-1525, Národní galerie v Praze
- Parnas (podle Raffaelova náčrtu pro stanze ve Vatikánu), mědiryt, Národní galerie v Praze
- Madona vede Magdalenu ke Kristu (podle Giulia Romana), mědiryt, po 1520, Národní galerie v Praze
- Bakchanale (podle antického basreliéfu, kostel sv. Marka v Římě), mědiryt, Národní galerie v Praze
- Utrpení sv. Vavřince (podle návrhu fresky Baccio Bandinelliho pro kostel San Lorenzo ve Florencii), mědiryt, 1520, Metropolitan Museum New York[5]